# Palacio de Justicia del Condado de Mason
El Palacio de Justicia del Condado de Mason (en inglés Mason County Courthouse) se encuentra en Ludington, una ciudad en el estado de Míchigan (Estados Unidos).

## Historia
El área al principio de su historia atrajo a varios madereros debido a la abundancia de madera de pino blanco. Entre estos primeros pobladores de la zona se encontraban Burr Caswell, Charles Mears, James Ludington y Eber Brock Ward. El área comenzó a asentarse cuando Burr Caswell se mudó al área en 1847 desde el estado de Nueva York. Construyó una casa de madera con madera flotante en 1849. Este fue el primer edificio de estructura en el condado de Mason y todavía se encuentra en White Pine Village.

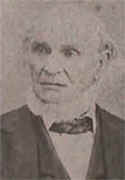
Burr Caswell

La casa de campo Caswell sirvió como la primera sede oficial del condado y como la primera estructura del palacio de justicia. Caswell trasladó a su familia al piso de arriba y entregó el primer piso de su granja al condado de Mason para usarlo como juzgado y puesto comercial. Incluso había una cárcel debajo de la casa. La Sociedad Histórica del Condado de Mason restauró la casa de Caswell y ahora es parte del "Pueblo Histórico de White Pine". Hubo dos estructuras adicionales antes de que se construyera la cuarta estructura final actual en 1893 para servir como palacio de justicia del condado de Mason.
El condado de Mason se organizó oficialmente en 1855. Se determinó que la sede oficial del condado de Mason y su palacio de justicia estaba en la granja de Burr Caswell en ese momento. Antes de entonces, el área era un asentamiento no oficial en la parte noroeste superior de la Península Inferior de Míchigan. La casa de campo Caswell fue el palacio de justicia del condado hasta 1861. En 1861, la sede del condado se trasladó a Little Sable (más tarde llamado Lincoln Village). En 1873, la cabecera permanente del condado se trasladó a la ciudad de Pere Marquette en el municipio de Pere Marquette del condado de Mason. El nombre de la ciudad de Pere Marquette se cambió a "Ludington" debido a su desarrollador James Ludington, un rico hombre de negocios de Milwaukee, y se incorporó oficialmente como ciudad el mismo año. El palacio de justicia de ladrillo de 1873 se construyó en 407 E. Pere Marquette Street. El terreno fue donado por Charles Resseguie.

## Edificio actual
El actual edificio de varios pisos fue construido entre 1893 y 1894. El reloj de la torre fue construido por Nels Johnson como uno de sus relojes de la torre Century y se instaló en 1907. El edificio fue diseñado por el arquitecto Sidney J. Osgood de Grand Rapids, Míchigan. Es una estructura románica richardsoniana construida con piedra arenisca de Jacobsville del condado de Houghton en la península superior de Míchigan. El palacio de justicia está incluido en el Registro Nacional de Lugares Históricos y también como Sitio Registrado de Míchigan L0404.
Desde octubre de 2010, el reloj de la torre ha tenido trece campanadas de la campana del reloj a la 1 en punto, de día o de noche.

## Marcador histórico estatal
Según un comunicado de prensa, el palacio de justicia del condado de Mason recibe el marcador histórico estatal el 18 de mayo de 2000 por parte de la sociedad histórica del condado de Mason, el director Ronald M. Wood felicitó a la junta de comisionados del condado de Mason por recibir de la comisión histórica de Míchigan el marcador histórico anterior. Hubo una dedicación y inauguración oficial a las 5:30 pm del 14 de junio de 2000 en el césped del Palacio de Justicia del Condado de Mason, cerca del centro de Ludington, Míchigan. Representa que el Estado de Míchigan considera que el actual Palacio de Justicia del Condado de Mason es digno de ser preservado. Esta estructura actual existente se colocó en el Registro Nacional de Sitios Históricos el 24 de febrero de 1988. Fue incluido en el Registro Estatal de Sitios Históricos el 15 de agosto de 1975. El actual Palacio de Justicia del Condado de Mason celebró su centenario el 18 de septiembre de 1994. El primer Palacio de Justicia del Condado de Mason en White Pine Village recibió un marcador histórico en 1986 y apareció en el Registro Estatal de Sitios Históricos el 17 de mayo de 1978. El comunicado de prensa que explica lo anterior está fechado a las 2:34 pm del 18 de mayo de 2000 de la Sociedad Histórica al administrador del condado de Mason. 